# Zamarada aglae
Zamarada aglae là một loài bướm đêm trong họ Geometridae.